# Baizieux
Baizieux (picardisch: Boaiziu) ist eine nordfranzösische Gemeinde mit 242 Einwohnern (Stand 1. Januar 2022) im Département Somme in der Region Hauts-de-France. Die Gemeinde liegt im Kanton Corbie und ist Teil der Communauté de communes du Val de Somme.

## Geographie
Die Gemeinde liegt rund 10,5 km westlich von Albert an der Kreuzung der Départementsstraßen D179 und D452 auf den Anhöhen zwischen der Ancre und der Hallue.

## Geschichte
Im 5. Jahrhundert soll hier die heilige Pusinna verstorben sein. In der Zeit der Merowinger soll sich Fredegunde, Konkubine und spätere Gemahlin von Chilperich I. mehrfach in Baizieux aufgehalten haben.
Die Gemeinde erhielt als Auszeichnung das Croix de guerre 1914–1918.

## Einwohner
| 1962 | 1968 | 1975 | 1982 | 1990 | 1999 | 2006 | 2010 |
| ---- | ---- | ---- | ---- | ---- | ---- | ---- | ---- |
| 162  | 172  | 172  | 155  | 183  | 215  | 227  | 213  |

## Verwaltung
Bürgermeister (maire) ist seit 2008 Jacques Crampon.

## Sehenswürdigkeiten

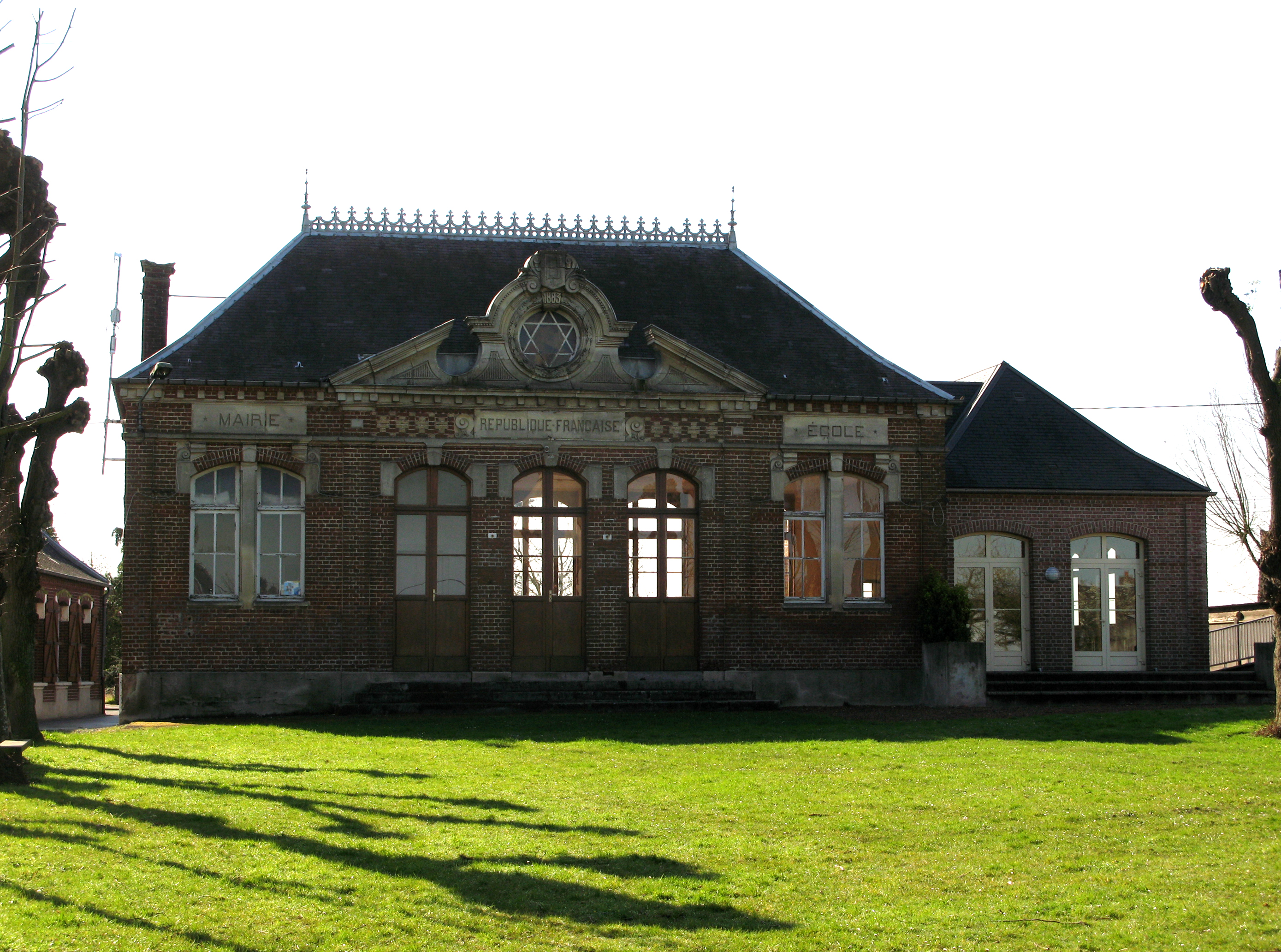
Mairie-École

- Neugotische Kirche Saint-Martin (erbaut 1854 bis 1860).
- Das Schloss, ein Ziegelbau aus dem 19. Jahrhundert, vom Architekten Paul Delefortrie für die Marquise de Lameth errichtet.
- Mairie-École
- Kriegerdenkmal